# 第39回ベルリン国際映画祭
第39回ベルリン国際映画祭は、1989年2月10日から21日まで開催されドイツの映画祭。
多くの東ヨーロッパの作品が上映され、コンペティション部門には24本の長編と13本の短編が出品された。

## 受賞
- 金熊賞 - 『レインマン』
- 銀熊賞
  - 審査員特別賞 - 『晩鐘』
  - 監督賞 - ドゥシャン・ハナック 『Ja milujem, ty milujes』
  - 男優賞 - ジーン・ハックマン 『ミシシッピー・バーニング』
  - 女優賞 - イザベル・アジャーニ 『カミーユ・クローデル』
  - 個人貢献賞 - エリック・ボゴシアン 『トーク・レディオ』
  - 芸術貢献賞 - ジラ・アルマゴル、カイポ・コーヘン 『Hakayitz shel Aviya』
  - 名誉賞 - ダスティン・ホフマン

## 上映作品

### コンペティション部門
※長編映画のみ記載。アルファベット順。邦題がついていない場合は原題を記載。
| 題名                                        | 製作国                            |
| ------------------------------------------- | --------------------------------- |
| Иван и Александра                           | ブルガリア                        |
| Bankomatt                                   | スイス イタリア                   |
| カミーユ・クローデル                        | フランス                          |
| ダウンタウンヒーローズ                      | 日本                              |
| Esquilache                                  | スペイン                          |
| Fallada-letztes Kapitel                     | 東ドイツ                          |
| Ha-Kayitz Shel Aviya                        | イスラエル                        |
| アメリカン・ストーリーズ / 食事・家族・哲学 | ベルギー フランス                 |
| I fanella me to 9                           | ギリシャ                          |
| アイラブ・ユーラブ                          | チェコスロバキア                  |
| Johanna d'Arc of Mongolia                   | 西ドイツ フランス                 |
| 彼女たちの舞台                              | フランス スイス                   |
| La noche oscura                             | スペイン フランス                 |
| こうもりが飛ぶ前に…                         | ハンガリー                        |
| ミシシッピー・バーニング                    | アメリカ合衆国                    |
| Pestalozzis Berg                            | 東ドイツ スイス イタリア 西ドイツ |
| レインマン                                  | アメリカ合衆国                    |
| Resurrected                                 | イギリス                          |
| Слуга                                       | ソビエト連邦                      |
| トーク・レディオ                            | アメリカ合衆国                    |
| 告発の行方                                  | アメリカ合衆国                    |
| 晩鐘                                        | 中国                              |

### コンペティション外
- 危険な関係 （イギリス）
- ウォー・レクイエム （イギリス）
- 私の中のもうひとりの私 （アメリカ）
- Abschied vom falschen Paradies （西ドイツ）
- Der Bruch （東ドイツ）
- Schweinegeld （西ドイツ）
- Soloveckaja vlast' （ソ連）

## 日本映画
コンペティション部門に『ダウンタウンヒーローズ』が出品された。
パノラマ部門では『将軍家光の乱心 激突』、フォーラム部門で『ゴキブリたちの黄昏』がそれぞれ上映された。

## 審査員
- ロルフ・リーバーマン
- レスリー・キャロン
- ランダ・ヘインズ
- チェン・カイコー
- ヴァディム・グロウナ
- フランシスコ・ラバル
- クリフ・ロバートソン
- ズデニェック・スヴェラーク
- Boris Wassiljew
- Vladimir Ignatowski
- エイドリアン・クッター